# Stefano Malatesta
Stefano Malatesta (Roma, 5 aprile 1940 – Roma, 14 agosto 2020) è stato un giornalista, scrittore e pittore italiano.

## Biografia
Laureato in Scienze politiche, svolse la professione di giornalista di cronaca nera, documentarista e inviato di guerra, seguendo anche il golpe di Pinochet in Cile per Panorama e la guerra tra Iran e Iraq per "La Repubblica".
Malatesta è morto nel 2020 per complicazioni della malattia di Parkinson. 

## Opere
- Il cane che andava per mare e altri eccentrici siciliani (2000)[4]
- Il napoletano che domò gli afghani (2002)
- Il cammello battriano. In viaggio lungo la via della seta (2002)
- Il grande mare di sabbia (2006)
- La pescatrice del Platani e altri imprevisti siciliani (2011)[5]
- Quel treno per Baghdad (2013)
- L'uomo dalla voce tonante. Storie dell'America del Sud (2014)
- Quando Roma era un paradiso (2015)[6]
- La vanità della cavalleria (2017)

## Riconoscimenti
- Albatros Palestrina
- Este-Ferrara
- Premio Comisso[7]
- Settembrini regione veneta
- Barzini come miglior inviato speciale dell'anno
- Chatwin [8]
- Kapuscinski